# Team Zulu
Team Zulu er Danmarks første indvandrercykelhold, der blev dannet i 2012 i samarbejde med TV2 Zulu. De er efter deres egne overskrifter "verdens værste cykelhold". De tidligere cykelryttere Brian Holm og Michael Sandstød er henholdsvis sportsdirektør og træner for holdet.
Idéen ved Team Zulu var, at det skulle være en efterfølger til 2004-programmet FC Zulu, der havde samme koncept – bare med et fodboldhold, der havde Mark Strudal som træner.
I afsnit 5 trak Haydar Aldani sig fra holdet pga. manglende kærlighed for cykelsporten.

## Ryttere
|                         | Rytter                  | Fødselsdag                     |
| ----------------------- | ----------------------- | ------------------------------ |
| Haydar Aldani *         | Haydar Aldani *         | 23. april 1993 (alder 19 år)   |
| Tarik Khirbozo Bouzroud | Tarik Khirbozo Bouzroud | 13. august 1989 (alder 23 år)  |
| Alaa Diraoud            | Alaa Diraoud            | 17. marts 1991 (alder 21 år)   |
| Kewan Pádre Hussein     | Kewan Pádre Hussein     | 10. oktober 1991 (alder 21 år) |
| "Bjarne" Rojs Hussein   | "Bjarne" Rojs Hussein   | 15. juni 1992 (alder 20 år)    |

|                        | Rytter                 | Fødselsdag                       |
| ---------------------- | ---------------------- | -------------------------------- |
| William Mawillice      | William Mawillice      | 11. august 1987 (alder 25 år)    |
| Adams Mukiibi          | Adams Mukiibi          | 24. december 1982 (alder 29 år)  |
| Adeel Ismail Naseem    | Adeel Ismail Naseem    | 30. september 1988 (alder 24 år) |
| Octave Dudu Osun Hirwa | Octave Dudu Osun Hirwa | 17. oktober 1988 (alder 23 år)   |

- Haydar Aldani trak sig fra Team Zulu i afsnit 5